# あさひ製菓
あさひ製菓株式会社（あさひせいか）は、山口県柳井市柳井に本社を置く、大正6年（1917年）創業の和洋菓子製造販売チェーン店である。果子乃季（かしのき）の店名で、山口県内に44店舗を出店している。
元々和菓子が主力であったが、近年は洋菓子にも力を入れており、主に通信販売で人気を集めている。2006年にはYahoo! JAPANと共同で、ネットユーザーの意見を反映した2007年バレンタインデー向けのオリジナルスイーツの開発企画を行っている。

## 主な店舗
- 果子乃季

下関市から岩国市まで県内全域に出店している店舗であり洋菓子から和菓子まで幅広く取り扱っている。柳井市にある総本店では年に数回「あじさい祭り」「お菓子祭り（秋の開催）」と銘打ったイベントを開催している。
- CHOU CHOU（シュシュ）

洋菓子に特化した形態。全店舗カフェが併設されている。
- Shuklevain（シュクルヴァン）

パン屋。イートインスペースも併設されており各店舗オリジナルのパンも販売している。またキッチンカーを稼働させており主力商品のカレーパンをイベントで販売することもある。

## 主要商品
- 月でひろった卵

スポンジケーキにカスタードクリームと栗が入ったまんじゅう型の菓子。
1994年内閣総理大臣賞受賞、2017年厚生労働大臣賞受賞
- 鳩子の海

ミルクあんを皮で包んだ和菓子。山口を舞台としたドラマ「鳩子の海」にちなみ命名。